# Ploščaď Revoljucii (stanice metra v Moskvě)

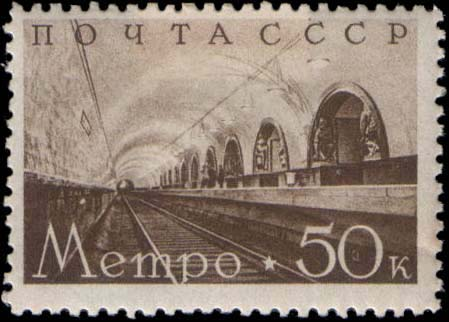
Ploščaď Revoljucii

Ploščaď Revoljucii (rusky Площадь Революции, v českém překladu Náměstí Revoluce nebo Revoluční náměstí) je stanice moskevského metra na Arbatsko-Pokrovské lince.

## Charakter stanice
Tato stanice je jednou z nejznámějších stanic moskevského metra. Pojmenována byla podle nedalekého Náměstí Revoluce.
Jde o podzemní, raženou, hluboko založenou, trojlodní přestupní stanici. Přestupní chodby jsou dvě, obě vedou do stanice Těatralnaja; přes ni je možný také přestup na stanici Ochotnyj rjad. První z přestupních chodeb slouží cestujícím od roku 1946, druhá pak od roku 1974. Obě jsou vyvedeny pod úroveň stanice ze středu jejího nástupiště (obdobný systém je například v Praze ve stanici Můstek - A). Přímé výstupy existují dva, originální vede do povrchového vestibulu, který je společný se stanicí Těatralnaja a druhý byl dobudován dodatečně roku 1947.
Ploščaď Revoljucii je proslavená hlavně výzdobou v duchu socialistického realismu. Jejím architektem je Alexej Duškin; obklad prostoru nástupistě tvoří v místě prostupu oblouky ze žlutého mramoru, pilíře jsou pak obložené černým arménským mramorem. U každého z prostupů jsou umístěna sousoší, ztvárněni zde jsou občané SSSR jako zástupci různých povolání – zemědělci, vojáci, atleti, spisovatelé, letci, dělníci, ale také školáci. Dohromady se zde nachází 72 plastik.
Původně po otevření této stanice (12. března 1938) vlaky pokračovaly do stanice Aleksandrovskij sad; na současnou Arbatskou koleje směřují až od roku 1953, kdy byla změněna trasa Arbatsko-Pokrovské linky a přemístěna do nového, hluboko založeného, traťového úseku.
Na rozdíl od ostatních stanic, jejichž stáří dosahuje již několik desítek let, v Ploščadi Revoljucii neproběhla žádná velká rekonstrukce. Roku 2004 však byly vyměněny jedny z hlubinných eskalátorů.